# Weiler (Bessenbach)
Weiler ist ein Gemeindeteil der Gemeinde Bessenbach im unterfränkischen Landkreis Aschaffenburg in Bayern.

## Geographie
Die Einöde hat fünf Einwohner und liegt auf der Gemarkung von Keilberg, unmittelbar an der Bundesautobahn 3 und der Aschaff. Sie grenzt an die Gemeinde Waldaschaff. Der Ort besteht baulich nur aus dem Wasserschloss Schloss Weiler aus dem 17. Jahrhundert mit angrenzendem Park und umgebenden Gebäuden. Das Schloss und drei weitere Objekte stehen unter Denkmalschutz (siehe Liste der Baudenkmäler in Weiler).